# Colosses de Ramsès II
De nombreux colosses de Ramsès II ont été érigés sur le territoire de l'Égypte antique. Les plus célèbres sont ceux encadrant l'entrée du plus grand des deux temples d'Abou Simbel, celui longtemps exposé sur la place de la gare du Caire et désormais transféré vers le Grand Musée, ainsi que le colosse couché de Memphis.

## Abou Simbel
Ramsès II a fait construire à Abou Simbel deux grands temples, l'un pour son culte ainsi que celui des divinités égyptiennes Amon, Rê et Ptah, l'autre pour son épouse Néfertari.

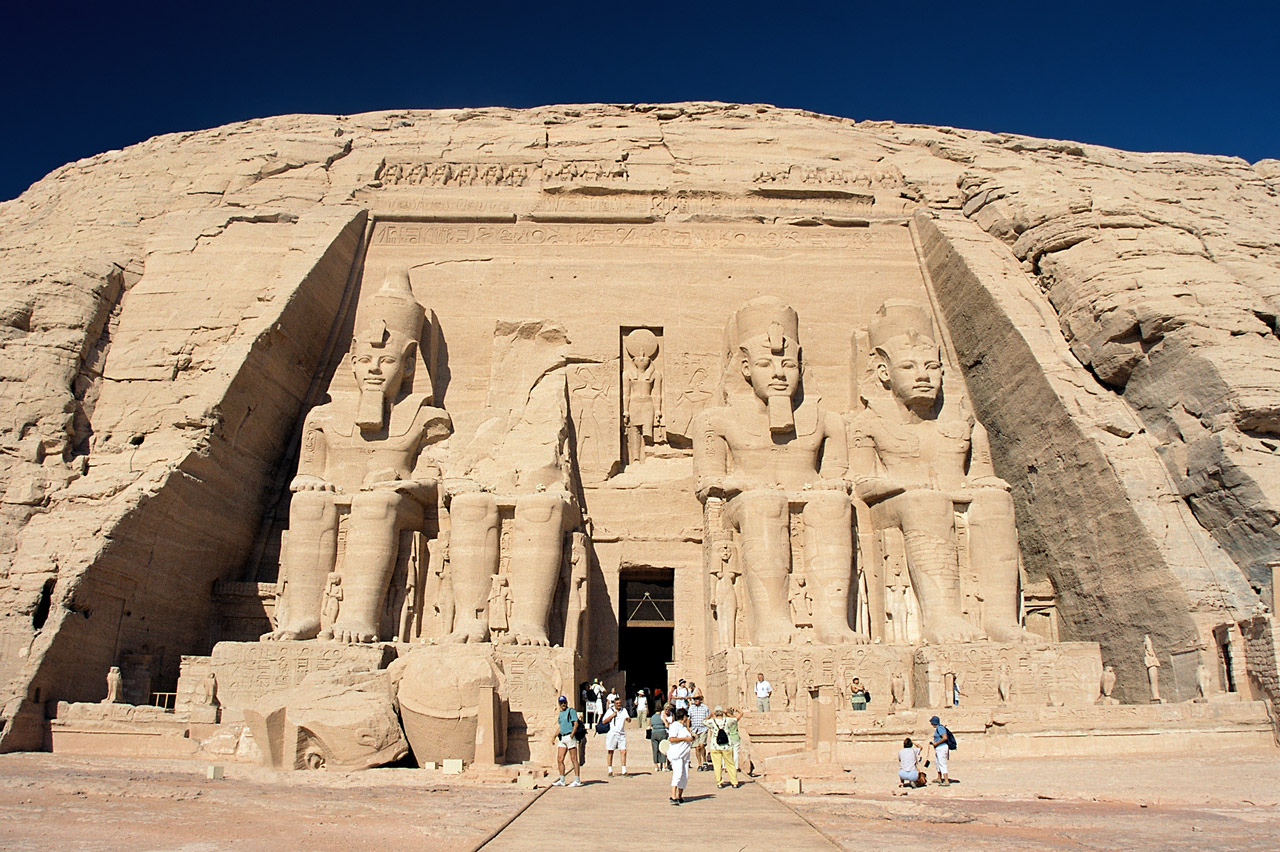
Les colosses de Ramsès II encadrant l'entrée du grand temple

À l'entrée du grand temple, on trouve quatre colosses de Ramsès II assis, dont un qui se serait cassé peu après sa construction.

## Thèbes

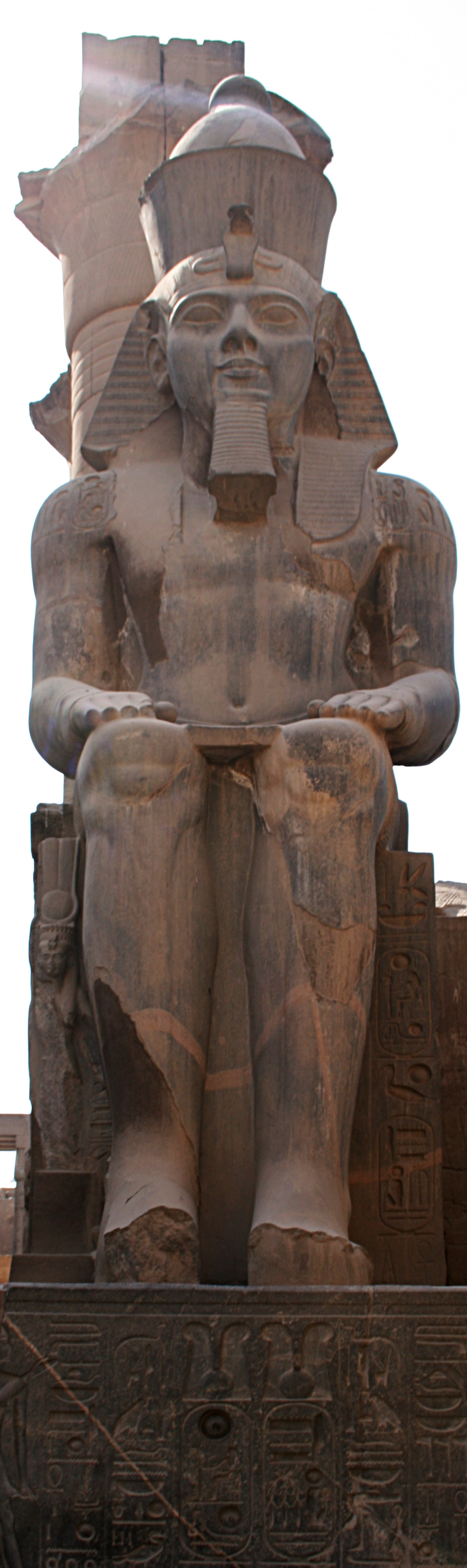
Colosse de Ramsès au temple de Louxor.

Thèbes capitale religieuse de l'empire et lieu de la nécropole royale depuis des générations est une des cités du royaume comprenant de nombreux colosses de Ramsès II. Les nombreux monuments que le roi fait construire ou qu'il embellit possèdent presque tous des effigies à son image, dont certaines de grande dimension.
- Le Ramesséum, en tant que temple des millions d'années du roi, c'est-à-dire le temple dédié au culte de sa propre personne de son vivant puis à son culte funéraire a été richement doté de statues à l'image du roi. C'est ici que l'on a retrouvé de célèbres monuments du roi comme le buste colossal ramené par Giovanni Battista Belzoni à Londres et baptisé le « jeune Memnon » et le grand colosse assis du roi qui gît encore fracassé au milieu des ruines du temple.
- À Louxor, il fait précéder le grand pylône du temple de grand colosses le représentant assis coiffé du pschent, encadré par plusieurs autres colosses le figurant debout dans l'attitude de la marche. À l'intérieur du temple, il fait disposer entre les colonnes de la cour d'autres colosses de moindre taille, dont une partie est récupérée d'un ancien temple d'Amenhotep III et qu'il fait réinscrire à son nom pour la circonstance alors que les autres sont des œuvres du règne. Il achève ce magistral ensemble statuaire par deux autres grands colosses le représentant assis.
- À Karnak, le roi achève la salle hypostyle du temple qui en soit est déjà colossale. Le grand colosse usurpé par Pinedjem Ier dans la première cour du temple est souvent considéré comme une œuvre datant de Ramsès II. Les principales effigies du règne retrouvées à Karnak sont de dimension plus modeste mais d'une grande qualité artistique, comme la grande statue du roi conservée aujourd'hui au musée égyptien de Turin.

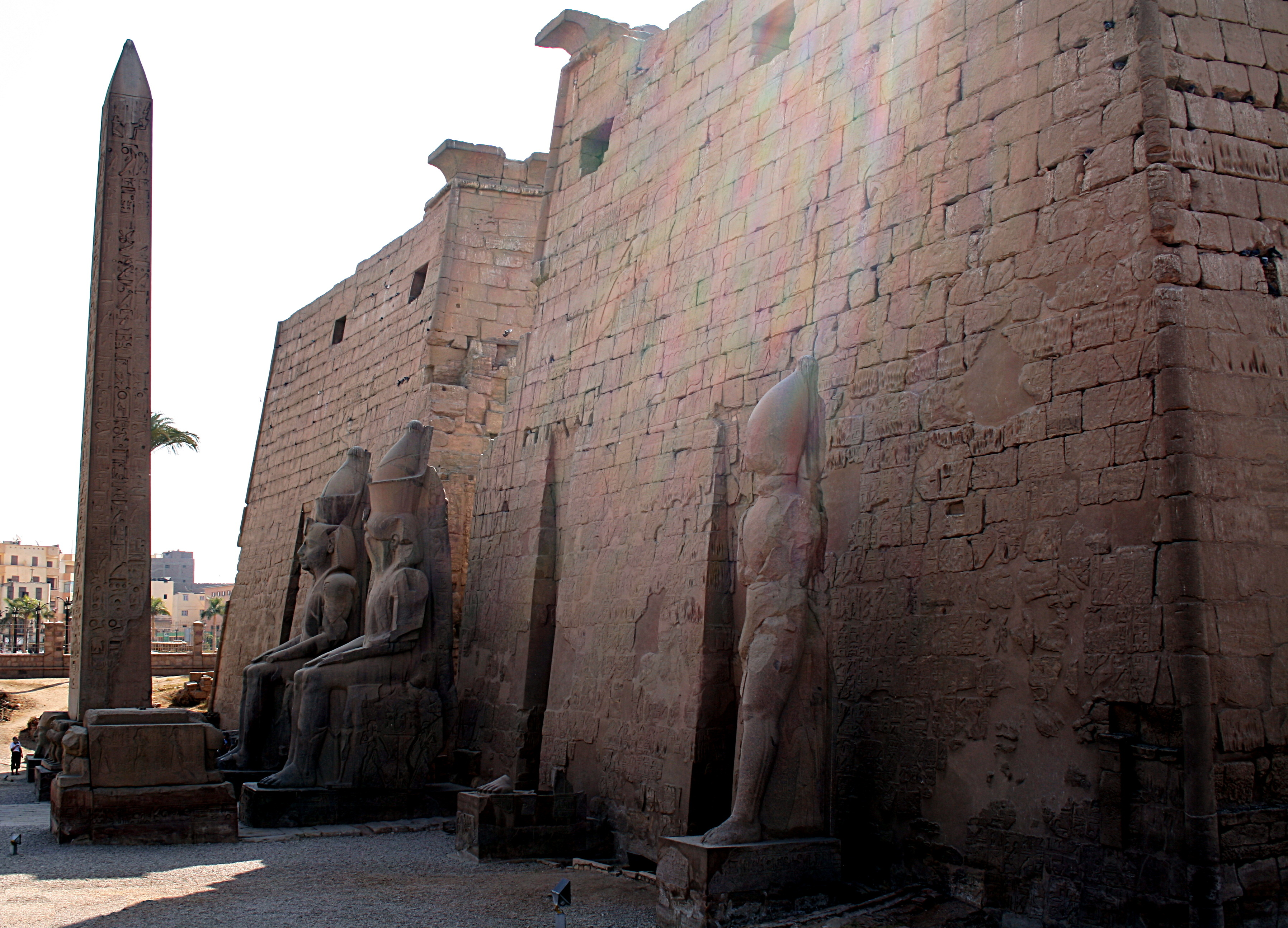
Pylône du temple de Louxor avec les colosses de Ramsès II.
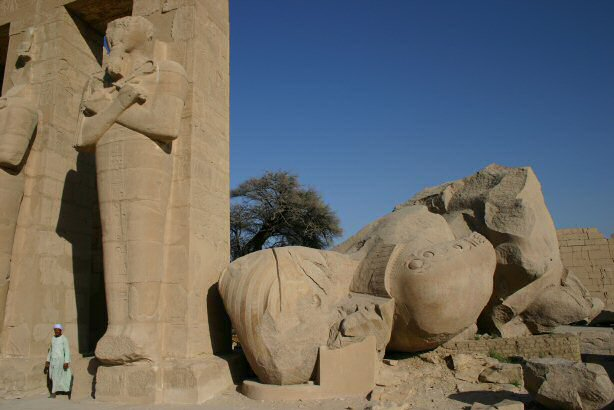
Ruines du Ramesséum et des grands colosses de Ramsès.
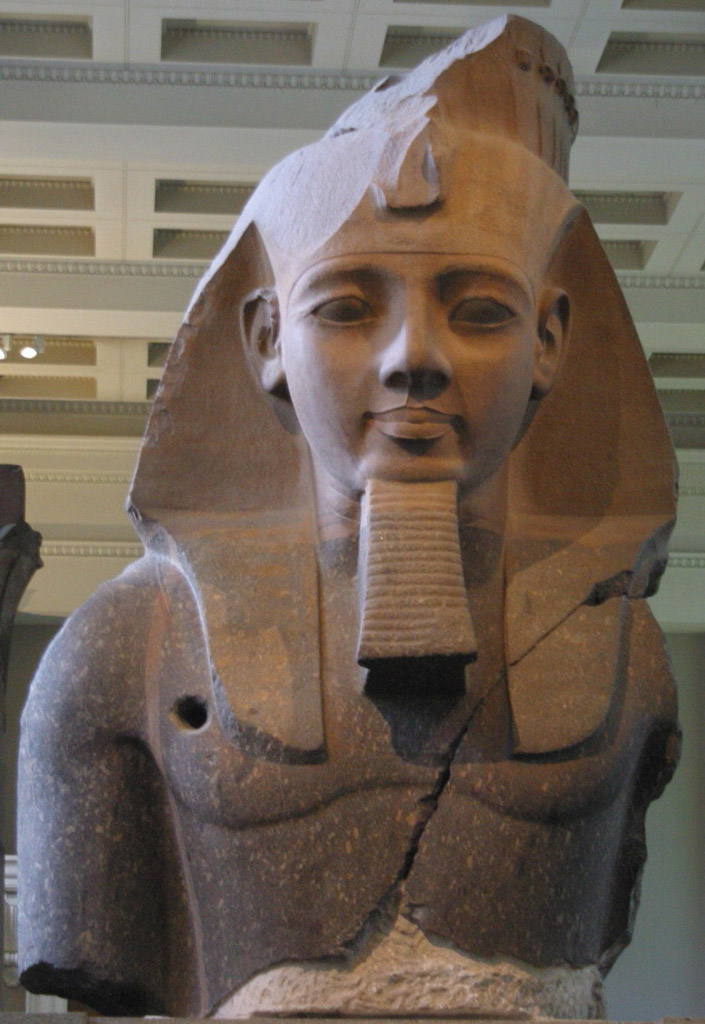
Buste du colosse exposé au British Museum.

## Memphis
Ramsès II consacre de nombreux monuments à Memphis et l'orne de colosses à sa gloire. Le colosse couché est une sculpture de pierre monumentale, taillée dans le calcaire, d'environ dix mètres de longueur, même s'il n'a pas de pieds. Il est situé près des villes de Mit-Rahineh et d'Helwan, au sud du Caire.

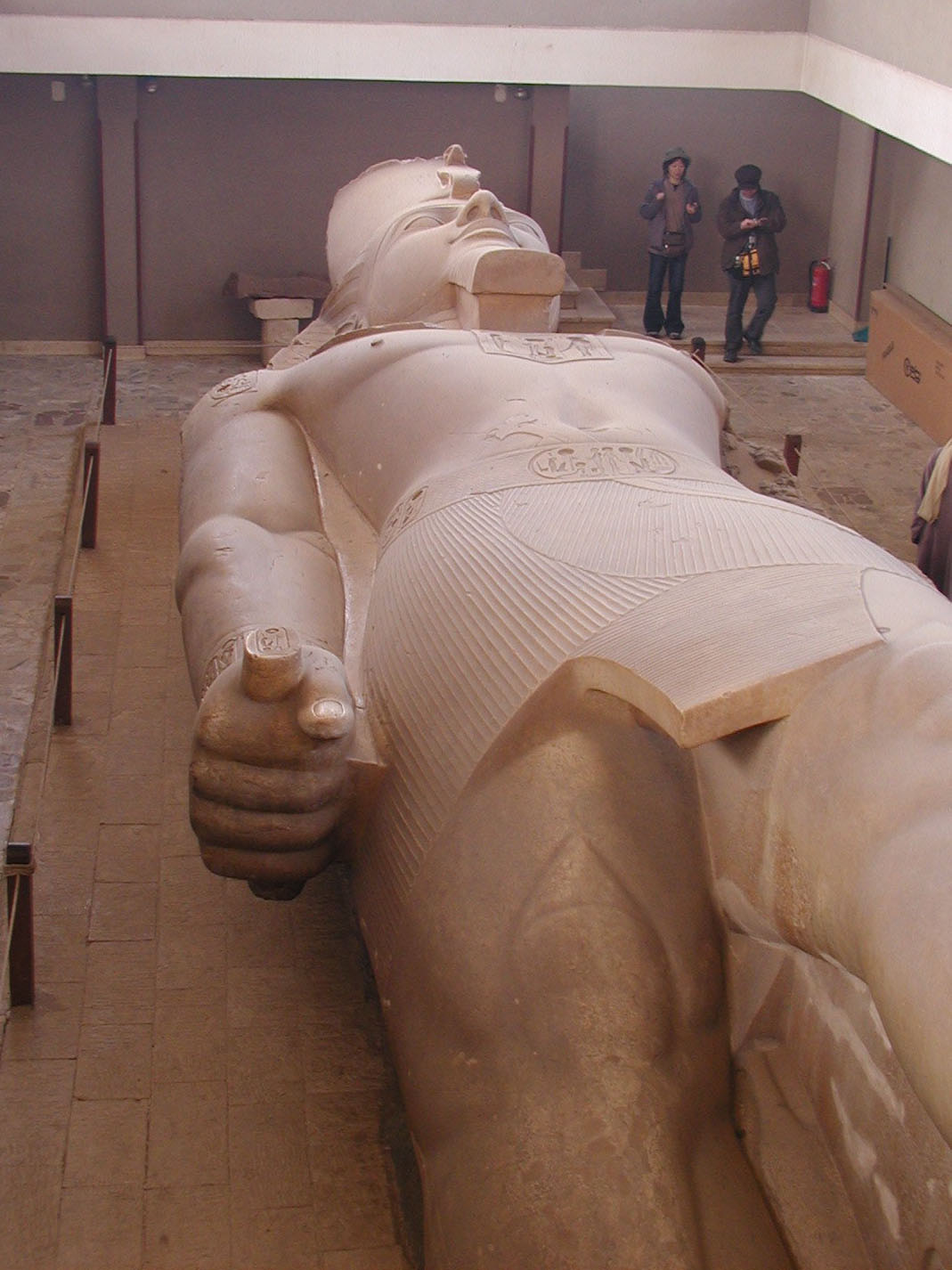
Colosse couché de Ramsès II.

Le colosse couché a été trouvé en 1820, près de la porte sud du temple de Ptah situé à une trentaine de mètres environ, par le voyageur italien Giovanni Battista Caviglia. Méhémet Ali a fait don de la statue au British Museum, mais la tâche pour déplacer le colosse a empêché les Anglais de le transférer vers leur pays. Il est donc resté dans la zone archéologique de Memphis dans le musée construit pour le protéger.
La moitié inférieure de ce colosse faisant défaut, il n'a pas été possible de le redresser, raison pour laquelle il est toujours exposé couché au visiteur. Certaines couleurs sont encore partiellement conservées.
La beauté de cette statue sans faille se trouve dans les détails de sculpture. Les sculpteurs ont ciselé à la perfection les formes complexes et subtiles de l'anatomie humaine.
| Tête du colosse de Ramsès II à Memphis |
| -------------------------------------- |
|                                        |

## Pi-Ramsès et Tanis
En raison de son statut de nouvelle résidence royale, toute consacrée à la gloire de Pharaon, Pi-Ramsès a reçu une attention particulière du roi. Les sources indiquent que la cité comportait plusieurs temples dédiés aux dieux principaux de l'Égypte entourant une vaste zone où se trouvait le palais royal de Ramsès. Entre ce palais et les sanctuaires un grand parvis doté d'obélisques érigés à l'occasion des jubilés du souverain était orné de grands colosses, dont les vestiges retrouvés laissent imaginer les dimensions.
Le site de la ville de Ramsès a été tant bouleversé qu'il ne reste presque aucune trace visible de ce monumental programme architectural. Tout au plus trouve-t-on encore dans la plaine de Tell el-Dab'a, un piédestal sur lequel trônent les pieds d'un gigantesque colosse du roi autrefois assis. Ce devait-être une œuvre aussi impressionnante que le grand colosse placé dans la cour du Ramesséum à Thèbes. Des stèles de particuliers ont été retrouvées sur le site montrant leur propriétaire faisant une offrande devant des colosses de Ramsès figuré tour à tour debout ou assis, paré de ses ornements royaux et divins. C'est ainsi que l'on connaît le nom que portaient ses statues, objet d'un culte populaire fervent pendant le règne du roi.
Les débris de l'un d'eux nommé « le soleil des Princes » ont été mis au jour non pas à Pi-Ramsès, mais à Tanis, utilisés comme matériaux de construction. Cette cité située plus à l'ouest dans le delta est la nouvelle capitale des rois de la XXIe puis de la XXIIe dynastie qui transformèrent l'ancienne capitale de Ramsès II laissée à l'abandon comme carrière et en transportèrent les principaux monuments pour édifier les temples et sanctuaires de leur propre règne. À cette occasion ils réutilisèrent de nombreux colosses de Ramsès à leur propre gloire qui ont été retrouvés et redressés devant la grande porte d'entrée de l'enceinte principale du site.